# Bischofsheim an der Rhön
Bischofsheim an der Rhön è un comune tedesco di 5 007 abitanti, situato nel land della Baviera.